# Otro tratado gramatical
Otro tratado gramatical (islandés: Önnur málfræðiritgerðin) es el nombre por el que se conoce el segundo ensayo sobre gramática en nórdico antiguo, que usó Snorri Sturluson para complementar su obra Hattatal. También se le ha llamado Segundo tratado gramatical.
Han sobrevivido diversas copias que se conservan en tres manuscritos: 
- AM 242 fol. (Ormsbók, c. 1350),[3]
- DG 11 (U) (c. 1300 - 1325),[4]
- Lbs 400 4°x (400x) (c. 1770 - 1820 Handritasafn Landsbókasafns Íslands).